# リンシェーピング中央駅
リンシェーピング中央駅(スウェーデン語: Linköpings centralstation)はスウェーデン・エステルイェートランド地方エステルイェータランド県の都市リンシェーピングにある鉄道駅である。
駅は1871年から1872年にかけて、この時代にスウェーデン各地の多くの鉄道駅を手掛けた建築家アドルフ＝ヴィルヘルム＝エデルスボート(Adolf W. Edelsvärd)によって建てられた。
リンシェーピング中央駅は南幹線上(Södra stambanan)に位置し、ストックホルムからスウェーデン南部へ向かうX2000やインターシティが停車する。また、カルマル市方面からの鉄道路線の終着駅でもある。